# イゲローテ

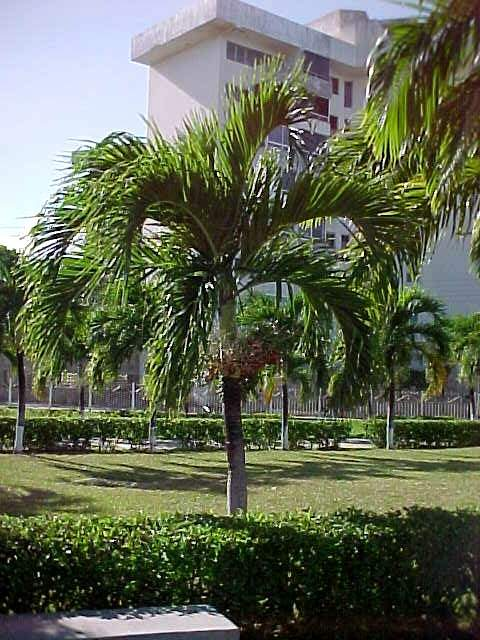
イゲローテ

イゲローテ（Higuerote）は、ベネズエラのミランダ州に位置する町で、ブリオン市の市庁所在地である。バルロベント平野の北部、カリブ海にカパジャ川が注ぐ位置にある。2007年の人口は約2万5千人。
イゲローテの地には、スペイン人の侵攻以前からインディオの町（または村）があった。「イゲローテ」はベネズエラにある樹木の名だが、この町の名は人名に由来する。この地域のカシケ（インディオの有力者）の名から、スペイン人がつけたものである。かつてはブリオン郡のイゲローテ市に属したが、1980年代にブリオン市のイゲローテ区に改編した。